# ヘンリー・ドーソン＝デイマー (第3代ポータリントン伯爵)

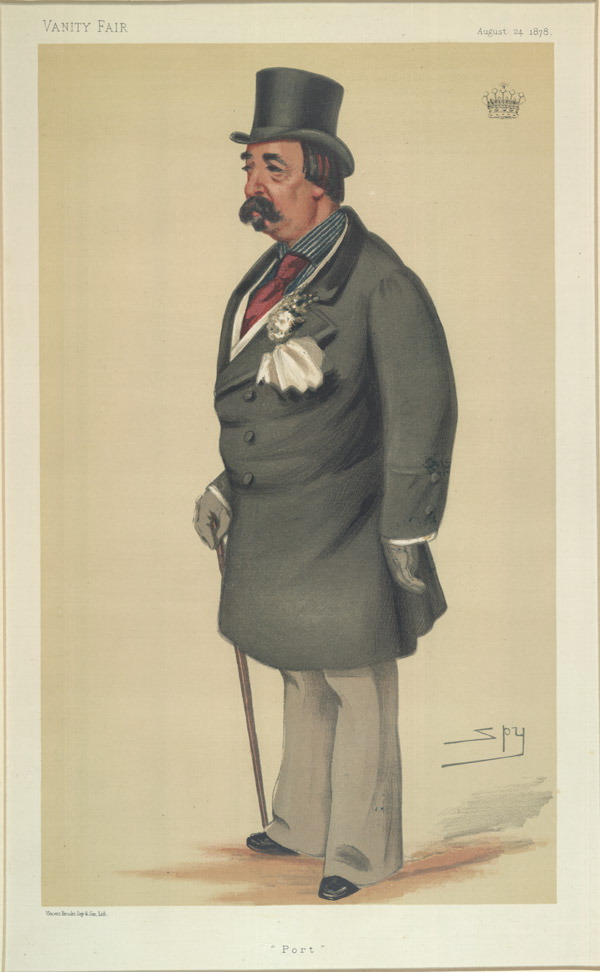
『バニティ・フェア』1878年8月24日号におけるカリカチュア、レスリー・ウォード画。

第3代ポータリントン伯爵ヘンリー・ジョン・リューベン・ドーソン＝デイマー（英語: Henry John Reuben Dawson-Damer, 3rd Earl of Portarlington KP、1822年9月5日 – 1889年3月1日）は、アイルランド貴族。1855年から1889年までアイルランド貴族代表議員を務めた。

## 生涯
ヘンリー・ドーソン閣下（Hon. Henry Dawson、1787年ごろ – 1841年5月27日、初代ポータリントン伯爵ジョン・ドーソンの次男）と妻イライザ（Eliza、旧姓モリアーティ（Moriaty）、エドマンド・ジョシュア・モリアーティの娘）の息子として、1822年9月5日に生まれ、セント・ジョージ・ハノーヴァー・スクエアで洗礼を受けた。父がデイマー家の遺産を一部継承したため、1829年3月14日に国王の認可状を受けて「デイマー」を姓に加えた。
1841年11月17日、コルネット（騎兵少尉）としてドーセット・ヨーマンリー連隊に入隊した。1848年11月、ヨーマンリー連隊の軍職から辞任した。
1845年12月28日に伯父ジョンが死去すると、ポータリントン伯爵位を継承した。1855年2月26日にアイルランド貴族代表議員に選出され、1889年に死去するまで務めた。
1876年時点でクイーンズ・カウンティ（現リーシュ県）に11,149エーカーの、ティペラリー県に2,897エーカーの、キングス・カウンティ（現オファリー県）に1,126エーカーの領地を所有しており、合計で年収8,628ポンド相当だった。1883年時点ではこれらの領地に加えてティロン県に4,756エーカーの領地があり、すべての領地の合算で年収10,797ポンド相当だった。
1879年2月8日、聖パトリック勲章を授与された。
1889年3月1日にくる病により死去、叔父ジョージ・ライオネルの息子ライオネルが爵位を継承した。

## 家族

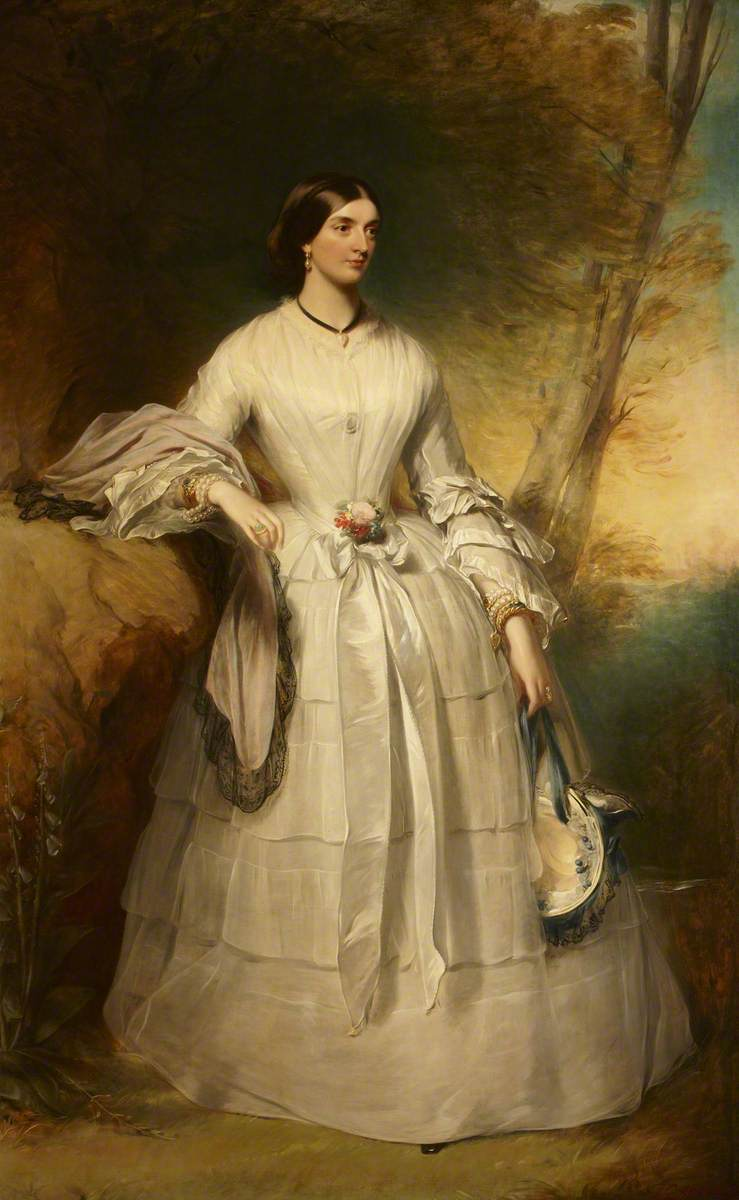
ポータリントン伯爵夫人アレクサンドリナ。ジェームズ・ゴッドセル・ミドルトン画、1847年ごろ。

1847年9月2日、アレクサンドリナ・オクタヴィア・マリア・ヴェーン（1823年7月29日 – 1874年1月15日、第3代ロンドンデリー侯爵チャールズ・ヴェーンの娘）と結婚したが、2人の間に子供はいなかった。